# Голубцова, Ольга Семёновна
О́льга Семёновна Голубцо́ва (10 февраля 1903 — 26 апреля 1974 (71 год)) — работница советского сельского хозяйства, Герой Социалистического Труда (1958).
В 1926-61 доярка племзавода «Реконструктор» Толочинского района.
Звание Героя присвоено за успехи в производстве сельскохозяйственных продуктов.